# Роберт Дал
Роберт Дал (енгл. Robert A. Dahl; Инвуд, 17. децембар 1915 — Хамден, 5. фебруар 2014) био је амерички политиколог и педагог. Водећи је теоретичар политичког плурализма. Дал је дипломирао на универзитету Вашингтон (1936) и докторирао је на универзитету Јејл. Током Другог светског рата је служио Америчкој војсци. После рата је постао професор политичких наука на универзитету Јејл од 1946. године. За кратко време постаје један од најцењенијих америчких политичких аналитичара. Са Чарлсом Линдбломом 1953. створио је појам полиархија (владавина великог броја) којим се прави разлика између савремених друштава и класичне демократије. У Даловим првим делима приметан је утицај позитивизма и бихевиоризма а педесетих и шездесетих година двадесетог века заговарао је конвенционално плуралистичко гледиште. Међутим од краја шездесетих година заједно са Линдбломом и Галбрајтом заступа радикализовани облик либерализма, неоплурализам у којем је посебна пажња посвећена моћи највећих капиталистичких компанија.

## Дела
Његова најзначајнија дела су:
- Увод у демократску теорију, (1956)
- Ко влада? (1982)
- Дилеме плуралистичке демократије (1982)